# Sommar i Sverige (sång)
Sommar i Sverige är en sång skriven av Christer Lundh och Mikael Wendt. Den beskriver den svenska sommaren längsmed Sveriges kuster, och spelades in av Sven-Ingvars, och utgavs på singel 1994. samt på albumet Byns enda blondin samma år.  En alternativ version om Norge spelades in på svenska av Sven-Ingvars under 1995 med titeln Sommar i Norge.
Den låg också på Svensktoppen i sju veckor under perioden 16 juli- 27 augusti 1994.
Sången har även tolkats av Lasse Peters 1996. och 2013 av Casanovas på albumet Sommar i Sverige.

### Fotnoter
1. ↑  ”Sommar i Sverige”. Svensk mediedatabas. 10 mars 1994. http://smdb.kb.se/catalog/id/001506619. Läst 8 juni 2013.
2. ↑  ”Byns enda blondin”. Svensk mediedatabas. 10 mars 1994. http://smdb.kb.se/catalog/id/001504957. Läst 8 juni 2013.
3. ↑  https://open.spotify.com/track/79fNqlCTwSa7xQVahJ5xQE?si=f91d91efb67045fe
4. ↑  ”Svensktoppen”. Sveriges Radio. 10 mars 1994. http://sverigesradio.se/Diverse/AppData/Isidor/files/2023/3490.txt. Läst 8 juni 2013.
5. ↑  ”fonogram  Lasse Peters”. Svensk mediedatabas. 10 mars 1994. http://smdb.kb.se/catalog/id/001511229. Läst 8 juni 2013.
6. ↑  ”Sommar i Sverige”. Svensk mediedatabas. 10 mars 2013. http://smdb.kb.se/catalog/id/002919979. Läst 16 juni 2015.